# Констанс Тајтус
Констанс Сатон Тајтус (енгл. Constance Sutton Titus, Pass Christian, 14. август 1873 — Бронксвил, 24. август 1967) је био амерички веслач, освајач бронзане медаље на Олимпијским играма у Сент Луису 1904. године у трци скифова.
На Играма 1904 Тајтус је учествовао само у дисциплини скиф. Пошто су била пријављена четорица америчких такмичара, одржана је само финална трка. Победио је Френк Грир за две дужине чамца испред другог Џејмса Џувенала, а две и по испред трећепласираног Тајтуса.